# هینو (هلند)
هینو (به هلندی: Heino) یک منطقهٔ مسکونی در هلند است که در رالته واقع شده‌است. هینو ۷٬۰۰۰ نفر جمعیت دارد.